# Jacob van Maerlant
Jacob van Maerlant (født 1235 ved Brügge, død omtrent 1300 i Damme) var en flamsk forfatter og digter. 
Van Maerlant er kendt for at være en af de mest produktive forfattere i middelalderens Nederlande. Han skrev hovedsageligt på nederlandsk og blev anerkendt for sin evne til at formidle komplekse emner på en tilgængelig måde. Han er bedst kendt for sine didaktiske og moralske digte, der blev brugt som undervisningsmateriale i middelalderens skoler.
Hans mest berømte værk er "Der Naturen Bloeme" (Naturens Blomst), der blev skrevet omkring 1266. Digtet er en omfattende encyklopædi, der beskriver en bred vifte af emner, herunder astronomi, medicin, geografi og moral. Det blev en af de mest populære og udbredte litterære værker i sin tid.
Jacob van Maerlant skrev også andre betydningsfulde værker, herunder "Spiegel Historiael" (Historiebilledet), der er en prosafortælling af verdenshistorien, og "Rijmbijbel" (Rim-Bibelen), en bibelhistorie i versform.
Van Maerlants værker havde en stor indflydelse på den middelalderlige litteratur og bidrog til at popularisere nederlandsk som et litterært sprog. Hans skriftlige stil var klar, enkel og direkte, hvilket gjorde hans værker lette at forstå og læse for en bredere offentlighed.
Jacob van Maerlants betydning som forfatter og hans indflydelse på nederlandsk litteratur og kultur gør ham til en væsentlig figur inden for middelalderens europæiske litteraturhistorie